# Místico (título)
O Místico (em grego: μυστικός; romaniz.: mystikos; lit. "o segredo") foi um importante título e ofício bizantino da chancelaria imperial do século IX ao XV. Sua função inicial é incerta; ele foi provavelmente o secretário privado do imperador bizantino. Na época, o ofício também exercia deveres judiciais. Tornou-se um importante funcionário fiscal no período Comneno, e permaneceu um dos ofícios mais altos do Estado no período paleólogo.

## História e funções

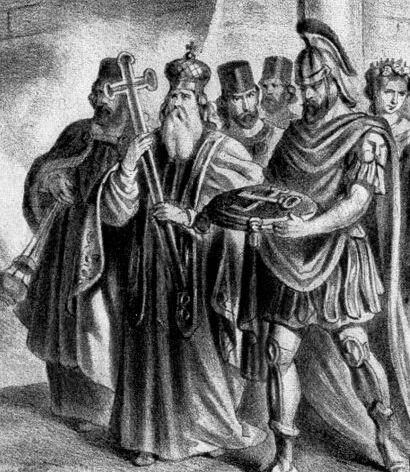
Nicolau I Místico

O oficio é primeiro atestado no reinado do imperador Basílio I, o Macedônio (r. 867–886), quando Leão Querosfactes o ostentou. Sua função original é incerta. Franz Dölger considera o místico como um secretário privado do imperador bizantino, enquanto Nikolaos Oikonomides considerou-o já nessa fase como um oficial judicial.
Devido a sua proximidade com o imperador bizantino, os titulares do ofício tinham considerável poder. Já sob o imperador Leão VI, o Sábio (r. 886–912), um místico tornou-se patriarca de Constantinopla: Nicolau I Místico. Confiável pelos imperadores bizantinos, os místico são assim atestados como ocupando vários ofícios importantes: às vezes eles exerceram os deveres de um protoasecreta, vários deveres judiciais, e serviram como chefes do dormitório imperial (koitōn). O ofício ganhou destaque especial sob o imperador Manuel I Comneno (r. 1143–1180), quando ao místico foi dado o comando do palácio imperial e do tesouro do imperador bizantino, controlando assim, não só o fluxo de salários de diversos funcionários imperiais, mas também o patrocínio e doações da bolsa imperial para a Igreja. O ofício permaneceu importante no século XIII: ao menos um destes titulares ostentou o posto de pansebasto. Estas funções, porém, são novamente incertas. O ofício permaneceu atestado até o fim do Império Bizantino no século XV.

## Ofícios derivados
Nos séculos X e XI, um número de ofícios foram baseados no termo místico. O protomístico (em grego: πρωτομυστικός; romaniz.: protomystikos; "Primeiro místico") é atestado em 1057 como um oficial judicial sênior. Além disso, os postos de mistógrafo (em grego: μυστογράφος; romaniz.: mystographos) e mistolécta (em grego: μυστολέκτης; romaniz.: mystolektēs) são frequentemente atestados em selos. O primeiro é primeiro atestado em 911/912 e existiu até provavelmente ser abolido por Aleixo I Comneno (r. 1081–1118) c. de 1100. Ele foi provavelmente o assistente do místico, uma vez que está situado logo após o mesmo no Escorial Taktikon de c. 975, além disso um par de selos de titulares deste ofício são notários e oficiais judiciais. O ofício de mistolécta é principalmente atestado em selos dos séculos XI e XII. Junto com postos notários e judiciais, seus titulares são também ligados em selos com posições dentro da corte em si.